# Raphionacme madiensis
Raphionacme madiensis es una especie perteneciente a la familia de las apocináceas. Es originario de África donde se encuentra en los hábitats áridos y semiáridos.

## Descripción
Son hierbas erguidas, enredaderas herbáceas o sufrútices; con órganos subterráneos tuberosos; con látex blanco o incoloro. Las hojas  (sub-) sésiles;  herbáceas, lineales a ovadas o obovadas, obtusas o redondeadas basalmente, apicalmente agudas a acuminadas,  con la línea  interpetiolar.
Las inflorescencias son terminales o axilares, siempre una por nodo, más cortas que las hojas adyacentes, de pocos a muchos pedúnculos de flores, simples. 

## Taxonomía
Raphionacme madiensis fue descrita por Spencer Le Marchant Moore y publicado en Journal of Botany, British and Foreign 46: 293. 1908.
Sinonimia
- Raphionacme wilczekiana Germ.	[4]